# John Akii-Bua
John Akii-Bua (n. 3 decembrie 1949, Lira, Northern Region⁠(d), Uganda – d. 20 iunie 1997, Kampala, Uganda) a fost un atlet ce a reprezentat Uganda, medaliat olimpic. A participat la două ediții ale Jocurilor Olimpice (1972, 1980) în care a câștigat o medalie de aur în proba de 400 m garduri.

## Palmares
| An   | Competiție           | Locație                    | Loc | Eveniment     | Note   |
| ---- | -------------------- | -------------------------- | --- | ------------- | ------ |
| 1972 | Jocurile Olimpice    | München, Germania de Vest  | 1   | 400 m garduri | 47,82  |
| 1973 | Jocurile Panafricane | Lagos, Nigeria             | 1   | 400 m garduri | 48,54  |
| 1976 | Jocurile Olimpice    | Montreal, Canada           | –   | 4x400 m       | NS     |
| 1978 | Jocurile Panafricane | Alger, Algeria             | 2   | 400 m garduri | 49,55  |
| 1980 | Jocurile Olimpice    | Moscova, Uniunea Sovietică | 13  | 400 m garduri | 51,10  |
| 1980 | Jocurile Olimpice    | Moscova, Uniunea Sovietică | 13  | 4x400 m       | 3:07,0 |